# Don Asmonga
Donald Andrew Asmonga, detto Don (West Mifflin, 15 febbraio 1928 – Jefferson Hills, 13 gennaio 2014), è stato un cestista e allenatore di pallacanestro statunitense, professionista nella NBA.

## Carriera
Disputò 7 partite con i Baltimore Bullets nella stagione 1953-54, segnando 0,7 punti in 6,6 minuti di media.